# Christina Charlotta Wrangel af Sauss
Christina Charlotta Wrangel af Sauss, född 24 december 1787, död 7 maj 1865 i Stockholm, var en svensk konstnär.

## Biografi
Christina Charlotta Wrangel af Sauss var dotter till Carl Reinhold Wrangel af Sauss och konstnären Ulrika (Ulla) Augusta Sparre, och från 1827 gift med landshövdingen Fabian Ulfsparre af Broxvik, samt dotterdotter till rikskanslern Fredrik Sparre och konstnären Brita Sparre af Sundby.
Christina Charlotta Wrangel medverkade i Konstakademins utställningar i Stockholm med två akvareller 1824. Hon har bidragit med illustrationer i en handskriven fabelsamling som Carl Gustaf Tessin skrev och dedicerade till hennes mor och som senare besökare till Åkerö slott därefter fick lämna bidrag till.